# Tsakoniska
Tsakoniska (eget namn τσακώνικα) är en variant av det grekiska språket. Ibland räknas det som ett separat språk som talas på Peloponnesos. Antal talare är cirka 1200 och alla kan också grekiska. Språket anses vara hotat.. Tsakoniska är den språkvariant som användes i Sparta. Namnet "tsakoniska" antas att ha kommit från namnet Lakonien, där stadsstaten Sparta fanns.
Språket skrivs med det grekiska alfabetet.

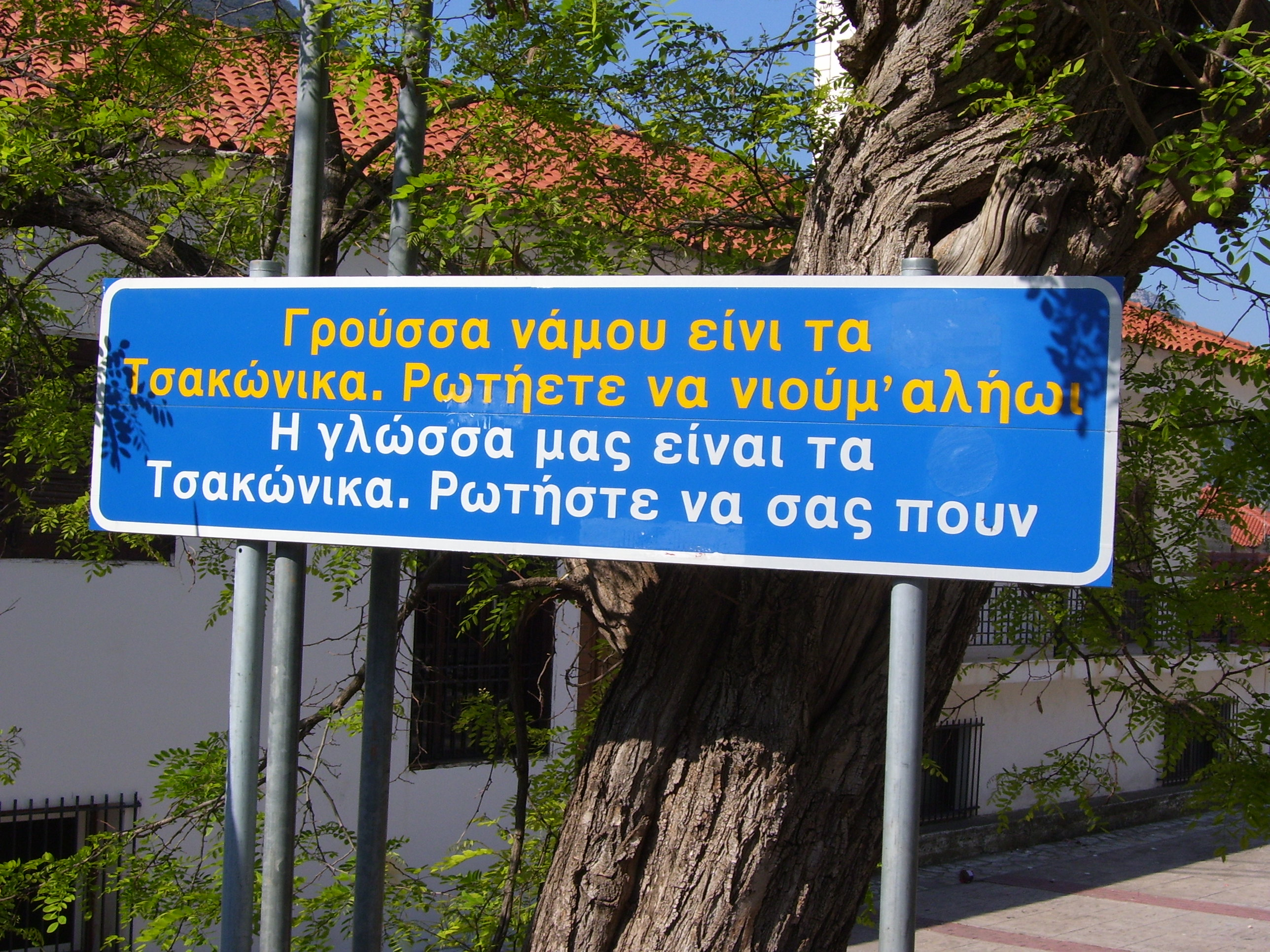
Gatuskylt i Leonidio där samma text är på tsakoniska (i gul) och grekiska (i vit): "Vårt språk är tsakoniska. Fråga och de berättar dig"

Tsakoniskan är inte ett officiellt språk, men det används ibland i kyrkor och skolor.

## Skillnader mellan grekiska och tsakoniska
Tsakoniskan har bevarat en del gamla drag som den moderna grekiskan inte har; mestadels gäller det enstaka fonem. Dessa är bl.a.:
- Vokalen /a/ som i moderna grekiska har blivit /i/
- Konsonanten /s/ som i moderna grekiska har blivit /θ/ genom /th/
- Konsonanten /r/ i slutet av ord som i moderna grekiska har blivit /s/